# Церква Усікновення Чесної Голови Пророка Івана Хрестителя (Назавизів)
Церква Усікновення Чесної Голови Пророка Івана Хрестителя (Назавизів) — дерев'яна церква в с. Назавизів Івано-Франківської області, Україна, пам'ятка архітектури національного значення.   

## Історія
Церква датована 1820 роком. У радянський період церква  охоронялась як пам'ятка архітектури Української РСР (№ 1187).   Використовується громадою Української греко-католицької церкви. В храмі служить о. Роман Іванків.

## Архітектура
Церква структурно тризрубна, однобанна з великим квадратним зрубом нави та меншими зрубами вівтаря і бабинця. До вівтаря прибудовано ризницю, а до бабинця присінок. Опасання розташоване на вінцях зрубів навколо церкви. Над квадратним зрубом нави розташована восьмигранна основа шатрової бані. Баня та двоскатні дахи бокових зрубів мають маківки унікальної форми. Церква перекрита бляхою (опасання, стіни і дахи над опасанням). Інтер'єр церкви розписаний, зруби нави та бабинця поєднані високим вирізом.